# Dicymbium salaputium
Espèce
Dicymbium salaputium est une espèce d'araignées aranéomorphes de la famille des Linyphiidae.

## Distribution
Cette espèce se rencontre au Japon et en Chine.

## Description
Les mâles mesurent de 2,7 à 2,8 mm et les femelles de 2,8 à 3,2 mm.

## Publication originale
- Saito, 1986 : « New erigonine spiders found in Hokkaido, Japan. » Bulletin of the National Museum of Nature and Science, sér. A, vol. 12, p. 9-24.